# Dale Krentz
Dale Krentz (* 19. Dezember 1961 in Steinbach, Manitoba) ist ein ehemaliger kanadischer Eishockeyspieler, der für die Detroit Red Wings in der National Hockey League sowie die Adler Mannheim und Starbulls Rosenheim in der Deutschen Eishockey Liga aktiv war.

## Karriere
Der 1,80 m große Stürmer begann seine Karriere im Team der Michigan State University im Spielbetrieb der National Collegiate Athletic Association, bevor er 1985 von den Detroit Red Wings verpflichtet wurde.
Zunächst wurde der Linksschütze bei den Adirondack Red Wings, einem Detroit-Farmteam in der American Hockey League, eingesetzt, seine ersten NHL-Einsätze absolvierte Krentz in der Saison 1987/88. Der Kanadier schaffte es jedoch nie, sich in der höchsten nordamerikanischen Profiliga durchzusetzen, sodass er 1990 nach Europa wechselte. Nach einem kurzen Engagement beim SC Bern in der Schweizer Nationalliga A unterschrieb der Stürmer einen Vertrag beim Mannheimer ERC aus der Eishockey-Bundesliga, für deren ausgegliederte Profimannschaft, die "Adler Mannheim" er auch nach Gründung der DEL 1994 auf dem Eis stand. Seine Karriere beendete Dale Krentz nach der Saison 1995/96 beim Ligakonkurrenten Starbulls Rosenheim.

## Erfolge und Auszeichnungen
- 1986 Calder-Cup-Gewinn mit den Adirondack Red Wings
- 1988 AHL Second All-Star Team

## Karrierestatistik
(Legende zur Spielerstatistik: Sp oder GP = absolvierte Spiele; T oder G = erzielte Tore; V oder A = erzielte Assists; Pkt oder Pts = erzielte Scorerpunkte; SM oder PIM = erhaltene Strafminuten; +/− = Plus/Minus-Bilanz; PP = erzielte Überzahltore; SH = erzielte Unterzahltore; GW = erzielte Siegtore; 1 Play-downs/Relegation; Kursiv: Statistik nicht vollständig)